# St. Petersburg Ladies Trophy 2021
St. Petersburg Ladies Trophy 2021 byl tenisový turnaj ženského profesionálního okruhu WTA Tour, hraný v aréně Sibur na dvorcích s tvrdým povrchem Rebound Ace. Konal se mezi 15. až 21. březnem 2021 v ruském Petrohradu jako dvanáctý ročník turnaje.
Turnaj disponoval rozpočtem 565 530 dolarů a řadil se do kategorie WTA 500. Nejvýše nasazenou hráčkou ve dvouhře se stala třicátá čtvrtá tenistka světa Jekatěrina Alexandrovová z Ruska. Jako poslední přímá účastnice do dvouhry nastoupila 140. hráčka žebříčku, Bulharka Viktorija Tomovová.
Poprvé od Bank of the West Classic 1993 v Oaklandu pocházelo sedm z osmi čtvrtfinalistek z jedné země, když do této fáze postoupilo sedm Rusek. Premiérově pak do semifinále turnaje WTA postoupily čtyři zástupkyně ruského tenisu. Čtvrtý singlový titul na okruhu WTA Tour vyhrála 23letá Ruska Darja Kasatkinová, která se stala první dvojnásobnou vítězkou v probíhající sezóně.  Čtyřhru ovládl ukrajinsko-rumunský pár Nadija Kičenoková a Ioana Raluca Olaruová, jehož členky získaly premiérovou společnou trofej.

## Distribuce bodů a finančních odměn

### Distribuce bodů
| Soutěž  | vítězky | finalistky | semifinalistky | čtvrtfinalistky | 16 v kole | 32 v kole | Q  | Q2 | Q1 |
| ------- | ------- | ---------- | -------------- | --------------- | --------- | --------- | -- | -- | -- |
| dvouhra | 470     | 305        | 185            | 100             | 55        | 1         | 25 | 13 | 1  |
| čtyřhra | 470     | 305        | 185            | 100             | 1         | —         | —  | —  | —  |

### Finanční odměny
| Soutěž                                | vítězky  | finalistky | semifinalistky | čtvrtfinalistky | 16 v kole | 32 v kole | Q2      | Q1      |
| ------------------------------------- | -------- | ---------- | -------------- | --------------- | --------- | --------- | ------- | ------- |
| dvouhra                               | 68 570 $ | 51 000 $   | 32 400 $       | 15 500 $        | 8 200 $   | 6 650 $   | 5 000 $ | 2 565 $ |
| čtyřhra                               | 25 230 $ | 17 750 $   | 10 000 $       | 5 500 $         | 3 500 $   | —         | —       | —       |
| částky ve čtyřhře jsou uvedeny na pár |          |            |                |                 |           |           |         |         |

## Ženská dvouhra

### Nasazení
| Stát                          | Hráčka                     | WTA | Nasazení |
| ----------------------------- | -------------------------- | --- | -------- |
| Rusko                         | Jekatěrina Alexandrovová   | 33. | 1.       |
| Rusko                         | Veronika Kuděrmetovová     | 34. | 2.       |
| Francie                       | Fiona Ferrová              | 39. | 3.       |
| Rusko                         | Světlana Kuzněcovová       | 41. | 4.       |
| Rusko                         | Anastasija Pavljučenkovová | 43. | 5.       |
| Lotyšsko                      | Jeļena Ostapenková         | 51. | 6.       |
| Francie                       | Kristina Mladenovicová     | 53. | 7.       |
| Rusko                         | Darja Kasatkinová          | 58. | 8.       |
| Žebříček WTA k 8. březnu 2021 |                            |     |          |

### Jiné formy účasti
Následující hráčky obdržely divokou kartu do hlavní soutěže:
- Margarita Gasparjanová
- Darja Mišinová
- Věra Zvonarevová

Následující hráčka nastoupila do hlavní soutěže pod žebříčkovou ochranou:
- Věra Lapková

Následující hráčky postoupily z kvalifikace:
- Jaqueline Cristianová
- Anastasija Gasanovová
- Kamilla Rachimovová
- Arina Rodionovová
- Clara Tausonová
- Wang Sin-jü

Následující hráčka postoupila z kvalifikace jako tzv. šťastná poražená:
- Çağla Büyükakçay

### Odhlášení
před zahájením turnaje
- Belinda Bencicová → nahradila ji  Kirsten Flipkensová
- Sorana Cîrsteaová → nahradila ji  Aljaksandra Sasnovičová
- Elise Mertensová → nahradila ji  Çağla Büyükakçay
- Julia Putincevová → nahradila ji  Darja Kasatkinová
- Alison Riskeová → nahradila ji  Katarina Zavacká
- Anastasija Sevastovová → nahradila ji  Věra Lapková
- Jil Teichmannová → nahradila ji  Viktorija Tomovová
- Patricia Maria Țigová → nahradila ji  Ana Bogdanová
- Donna Vekićová → nahradila ji  Paula Badosová

### Skrečování
- Věra Lapková (křeče)
- Margarita Gasparjanová (bolest zad)

## Ženská čtyřhra

### Nasazení
| Stát                                                                      | Hráčka               | Stát      | Hráčka                  | WTA  | Nasazení |
| ------------------------------------------------------------------------- | -------------------- | --------- | ----------------------- | ---- | -------- |
| Ukrajina                                                                  | Nadija Kičenoková    | Rumunsko  | Ioana Raluca Olaruová   | 98.  | 1.       |
| USA                                                                       | Kaitlyn Christianová | USA       | Sabrina Santamariová    | 130. | 2.       |
| Japonsko                                                                  | Makoto Ninomijová    | Česko     | Renata Voráčová         | 132. | 3.       |
| Bělorusko                                                                 | Lidzija Marozavová   | Bělorusko | Aljaksandra Sasnovičová | 134. | 4.       |
| Žebříček WTA k 8. březnu 2021; číslo je součtem umístění obou členek páru |                      |           |                         |      |          |

### Jiné formy účasti
Následující páry obdržely divokou kartu do hlavní soutěže:
- Darja Mišinová /  Jekatěrina Šalimovová
- Jelena Vesninová /  Věra Zvonarevová

Následující páry nastoupily pod žebříčkovou ochranou:
- Oxana Kalašnikovová /  Alla Kudrjavcevová
- Aleksandra Krunićová /  Alexandra Panovová

### Odhlášení
před zahájením turnaje
- Georgina Garcíaová Pérezová /  Bibiane Schoofsová → nahradily je  Jekatěrina Alexandrovová /  Jana Sizikovová
- Ljudmyla Kičenoková /  Jeļena Ostapenková → nahradily je  Jeļena Ostapenková /  Valeria Savinychová
- Veronika Kuděrmetovová /  Elise Mertensová → nahradily je  Laura Ioana Paarová /  Julia Wachaczyková
- Lidzija Marozavová /  Andreea Mituová → nahradily je  Lidzija Marozavová /  Aljaksandra Sasnovičová
- Věra Lapková /  Cornelia Listerová  → nahradily je  Çağla Büyükakçay /  Magdalena Fręchová

## Přehled finále

### Ženská dvouhra
- Darja Kasatkinová vs.  Margarita Gasparjanová, 6–3, 2–1skreč

### Ženská čtyřhra
- Nadija Kičenoková /  Ioana Raluca Olaruová vs.  Kaitlyn Christianová /  Sabrina Santamariová, 2–6, 6–3, [10–8]